# Alegeri în Letonia
Alegerile din Letonia oferă informații referitoare la alegeri și la rezultatele alegerilor din Letonia. 
La nivel național, Letonia adoptă o legislație. Parlamentul (Seimul) este format din 100 de membri, aleși pe o perioadă de 4 ani prin reprezentare proporțională cu un prag minim de 5%. Pentru a aloca numărul corespunzător de locuri unui partid se folosește metoda Saint-Lague. Alegerile parlamentare sunt ținute în prima sâmbătă din octombrie. Pe plan local, alegerile consiliilor municipale din Letonia, formate din 7 până la 60 de membri, în funcție de mărimea orașului, se realizează tot pe baza reprezentării proporționale cu un mandat de 4 ani. Letonia funcționează pe baza unui sistem multi-partid, cu numeroase partide în care nici unul dintre partide nu are prea des șansa de a deține puterea de unul singur, partidele trebuind să lucreze împreună pentru a forma guverne de coaliție.

## Ultimele alegeri și referendumuri
Ultimele alegeri: Seimul (Parlamentul): 1993, 1995, 1998, 2002, 2006; Local/Municipal: 1994, 1997, 2001, 2005, 2009;  Europarlamentul: 2004 (9 locuri) 2009 (8 locuri + 1 în cazul intrării în vigoare a Tratatului de la Lisabona); Referendumuri 1998 (cetățenia); 1999 (pensii); 2003 (UE), 2007 (Legea securității naționale); 2008 (pensii); 2010; Prezidențial: 1993, 1996, 1999, 2003, 2007. Viitoarele alegeri: Parlamentul (Seimul): 2018